# Протеинкиназа A
Протеинкиназа А (англ. Protein kinase A), также цАМФ-зависимая протеинкиназа — протеинкиназа, активность которой зависит от уровня цАМФ в клетке. Протеинкиназа А осуществляет активацию и инактивацию ферментов и других белков за счёт фосфорилирования (то есть присоединения фосфатной группы).

## Активация ПКА
- В неактивном состоянии протеинкиназа A является тетрамером: две её каталитические (К) субъединицы ингибированы двумя регуляторными (R) субъединицами.
- При присоединении к каждой регуляторной субъединице двух молекул цАМФ происходит диссоциация всех четырех субъединиц, а также активация каталитических субъединиц, которые могут фосфорилировать остатки серина и треонина в различных ферментах и других белках. Такое фосфорилирование регулирует активность этих белков.

### Синтез цАМФ
цАМФ является аллостерическим эффектором протеинкиназ A и ионных каналов. цАМФ синтезируется аденилатциклазами, которые закреплены в плазматической мембране клетки.
Ферменты фосфодиэстеразы катализируют расщепление цАМФ, при этом образуется АМФ. Фосфодиэстеразы ингибируются цАМФ при высоких концентрациях метилированных производных ксантина, например, кофеина.

## Инактивация
ПКА контролируется цАМФ. Кроме того, каталитические субъединицы сами могут контролироваться фосфорилированием. Инактивация протеинкиназы происходит по принципу отрицательной обратной связи: Один из субстратов, активируемых киназой — фосфодиэстераза, которая быстро превращает цАМФ в АМФ, тем самым уменьшая конецентрацию цАМФ, что и приводит к инактивации протеинкиназы А.

## Функции
Протеинкиназа А регулирует активность многих белков фосфорилируя их. Результаты активности протеинкиназы А зависят от типа клетки:
Функции протеинкиназы А в различных типах клеток человека
| Тип клетки                              | Орган/система      | Стимуляторы | Ингибиторы                                                                    | Последствия |
| --------------------------------------- | ------------------ | --- | ----------------------------------------------------------------------------- | --- |
| адипоциты                               |                    | - адреналин → β-адренорецептор - Глюкагон → Рецептор глюкагона |                                                                               | - усиление липолиза - стимуляция липаз |
| миоциты (скелетная мускулатура)         | мускульная система | - адреналин → β-адренорецептор |                                                                               | - синтез глюкозы - стимуляция гликогенолиза - фосфорилирование гликогенфосфорилазы (активирование) - фосфорилирование ацетилхолинкарбоксилазы (ингибирование) - ингибирование синтеза гликогена - фосфорилирование гликогенсинтазы (ингибирование) - стимулирование глюконеогенеза - фосфорилирование 2,6-фруктозобифосфатазы (активирование) - ингибирование гликолиза - фосфорилирование пируватдегидрогеназы (ингибирование).      |
| гепатоциты                              | печень             | - адреналин → β-адренорецептор - Глюкагон → Рецептор глюкагона |                                                                               | - производство глюкозы - стимуляция гликогенолиза - фосфорилирование гликогенфосфорилазы (активирование) - фосфорилирование ацетилхолинкарбоксилазы (ингибирование) - ингибирование синтеза гликогена - фосфорилирование гликогенсинтазы (ингибирование) - стимулирование глюконеогенеза - фосфорилирование 2,6-фруктобифосфатазы (стимулирование) - ингибирование гликолиза - фосфорилирование пируватдегидрогеназы (ингибирование). |
| главные клетки в почках                 | почки              | - Антидиуретический гормон → рецептор V2 - теофиллин (ингибитор фосфодиэстеразы) |                                                                               | - экзоцитоз аквапорина 2 в клеточную мембрану.:842 - синтез аквапорина 2 :842 - фосфорилирование аквапорина 2 (его стимулирование):842 |
| миоциты (гладкая мускулатура)           | мускульная система | - эпинефрин → β2-адренорецептор - гистамин → Гистаминовый H2-рецептор - простациклин → рецептор простациклина - Простагландин D2 → рецептор простагландина D2 - Простагландин E2 → рецептор простагландина E2 - Вазоактивный интестинальный пептид --> рецептор ВИП - L-Аргинин → рецептор имидазолина и альфа-2-адренорецептор | - ацетилхолин → М2-рецептор ацетилхолина - Нейропептид Y (NPY) → рецептор NPY | Расширение кровеносных сосудов |
| Клетки почек                            | почки              | Вазопрессин → Аргинин-вазопрессиновый рецептор 2 |                                                                               | стимуляция симпорта Na-K-2Cl (возможны лишь незначительные эффекты):842 |
| Клетки почек                            | почки              | Вазопрессин → Аргинин-вазопрессиновый рецептор 2 |                                                                               | стимуляция натриевых каналов клеток эпителия (возможны лишь незначительные эффекты) |
| Клетки почек                            | почки              | Вазопрессин → Аргинин-вазопрессиновый рецептор 2 |                                                                               | - стимуляция транспортера мочевины 1 - экзоцитоз транспортера мочевины 1:844 |
| извитой проксимальный клеточный каналец | почки              | Паратиреоидный гормон → рецептор паратиреоидного гормона |                                                                               | Ингибирование натрий-водородного антипорта 3 → ↓H+ секреция:852 |
| Юкстагломерулярные клетки               | почки              | - агонисты адренорецепторов → β-адренорецептор:867 - агонисты → альфа-2-адренорецептор - дофамин → дофаминовый рецептор - Глюкагон --> рецептор глюкагона |                                                                               | секреция ренина |

## Регуляция работы генов
При длительном повышении концентрации протеинкиназы А она может проникать в ядро и совместно с другими киназами регулировать активность генов при помощи фосфорилирования транскрипционных факторов. Этот механизм, например, лежит в основе выработки некоторых видов долговременной памяти.